# Янез Поточнік
Янез Поточнік (словен. Janez Potočnik; 22 березня 1958) — словенський політик, з 2010 року — європейський комісар з питань довкілля. Колишній міністр Словенії з європейських справ.

## Біографія
Народився 22 березня 1958 року у поселенні Кропа, Словенія.
У 1984–1987 роках працював помічником директора, а у 1993–2001 роках — директором Інституту макроекономічного аналізу та розвитку в Любляні. З 1988 по 1993 роки — старший науковий співробітник Інституту економічних досліджень в Любляні. У 1993 році він отримав докторський ступінь з економіки в Люблянського університету.
У 2001–2002 роках Я. Поточнік обіймав посаду радника міністра Кабінету міністрів Словенії, а з 2002 по 2004 роки — міністр у справах Європи. Він очолював делегації на переговорах про приєднання Словенії до ЄС в період між 1998 і 2004 роками. У тому ж році він став єврокомісаром з питань з питань науки і досліджень.